# Тутунов, Гасан Магомедович
Гасан (Сергей) Магомедович Тутунов (род. 29 июня 1938, Кумух, Дагестанская АССР) — советский кинооператор. По национальности — лакец. Заслуженный деятель искусств РСФСР (1991). Лауреат Государственной премии СССР (1974).

## Биография
Родился в селе Кумух; вырос в Нальчике.
В 1964 году окончил операторский факультет ВГИКа, работал оператором киностудии «Узбекфильм», затем — на киностудии имени М. Горького.

## Звания и премии
- Заслуженный деятель искусств РСФСР (18 октября 1991 года) — за заслуги в области киноискусства[1].
- Лауреат Государственной премии СССР[2] (1974, за фильм «Чудак из пятого «Б»», совместно с А. Чардыниным).

## Фильмография
- «Гангстеры в океане» (1991)
- «Мир вам, Шолом!» (документальный) (1989)
- «На окраине, где-то в городе...» (1988)
- «Тайны мадам Вонг» (1986)
- «Очень страшная история» (1986)
- «Наш внук работает в милиции» (1984)
- «Из жизни начальника уголовного розыска» (1983)
- «Дамское танго» (1983)
- «Вам и не снилось...» (1980)
- «Новые приключения капитана Врунгеля» (1978)
- «Хомут для Маркиза» (1977)
- «Все дело в брате» (1976)
- «Свой парень» (1973)
- «Чудак из пятого "Б"» (1972)
- «Как стать мужчиной (киноальманах)» (1970)
- «Буба» (1970)
- «Влюблённые» (1969)